# Fruto de Amor
Fruto de Amor é o quarto álbum de estúdio da cantora evangélica brasileira Aline Barros, sendo o quarto inédito de sua carreira e o último pela gravadora AB Records.
O projeto foi gravado enquanto a cantora passava por problemas em suas cordas vocais, porém o trabalho foi realizado e recebeu o prêmio de Melhor álbum cristão em língua portuguesa no Grammy Latino de 2004. O álbum foi vencedor da categoria "Melhor Álbum Pop" do Troféu Talento 2004. Conta com a participação de PG, na época, ainda vocalista da banda Oficina G3.
O repertório é majoritariamente inédito, exceto pela regravação da música "Primeiro Amor", gravada originalmente pela banda Rebanhão em 1988. A roupagem de Aline teve, como influência, o arranjo e a gravação feita pelo cantor Carlinhos Felix em 1993, no disco Basta Querer. Além disso, o projeto conta com a presença de versões como "Digno é o Senhor", "Cantarei Desse Amor" e "Bem Mais que Tudo".. A canção "Digno é o Senhor", foi vencedora da categoria "Melhor Versão" do Troféu Talento 2004.
| Críticas profissionais | Críticas profissionais |
| Avaliações da crítica  | Avaliações da crítica  |
| Fonte                  | Avaliação              |
| ---------------------- | ---------------------- |
| O Propagador           | [ 1 ]                  |
| Super Gospel           | (favorável)            |

## Faixas
| N.º            | Título                                                                  | Compositor(es)                                      | Duração |  |
| 1.             | "Digno É O Senhor (Worthy Is The Lamb)"                                 | Darlene Zschech / Versão: Aline Barros              | 4:45    |  |
| 2.             | "Você É de Deus"                                                        | Marcelo Manhães                                     | 4:07    |  |
| 3.             | "Tempo de Mudar"                                                        | Jonatas Santos                                      | 3:58    |  |
| 4.             | "Nossos Planos"                                                         | Marcelo Manhães                                     | 4:10    |  |
| 5.             | "Bem Mais Que Tudo (Above All)"                                         | Lenny Leblanc e Paul Baloche / Versão: Aline Barros | 4:44    |  |
| 6.             | "Clame O Nome de Jesus"                                                 | Jonatas Santos (Geléia)                             | 4:20    |  |
| 7.             | "Primeiro Amor"                                                         | Aurélio Rocha                                       | 3:30    |  |
| 8.             | "Cantarei Desse Amor (I Could Sing Of Your Love Forever)" (Part. de PG) | Martin Smith Versão: Aline Barros                   | 3:58    |  |
| 9.             | "Senhor, Não Há Ninguém Como Tu (Lord, There's No One Else Like You)"   | David e Antonia Lawrence / Versão: Edson Feitosa    | 4:17    |  |
| 10.            | "Nicolas"                                                               | Aline Barros e Cleberson Horsth                     | 4:46    |  |
| 11.            | "A Comunhão da Tua Glória"                                              | Marcelo Manhães                                     | 4:17    |  |
| Duração total: | Duração total:                                                          | Duração total:                                      | 46:52   |  |

## Indicações e Premiação
Grammy Latino
| Ano  | Categoria                                                          | Indicado       | Resultado |
| ---- | ------------------------------------------------------------------ | -------------- | --------- |
| 2004 | Grammy Latino de Melhor Álbum de Música Cristã (Língua Portuguesa) | Frutos de Amor | Venceu    |

## Ficha Técnica
- Direção artística: Ronaldo Barros (AB Records)
- Produção musical e arranjos: Ricardo Feghali e Cleberson Horsth
- Computador: Ricardo Feghali
- Guitarra e violão: Kiko
- Teclados: Ricardo Feghali e Cleberson Horsth
- Bateria: Serginho
- Baixo: Nando
- Coro: Paulinho, Ana Leuzinger, Tatiana Perez, Serginho, Daniel Figueredo, Cleberson, Feghali e Aline
- Gravado e mixado no Feghali Estúdio por Ricardo Feghali
- Assistente: Nestor Lemos
- Masterizado no Magic Master por Ricardo Garcia
- Fotos: Dário Zalis e arquivo pessoal (berço)
- Capa: Alex Mendes